# Religionswissenschaftliches Institut der Universität Leipzig

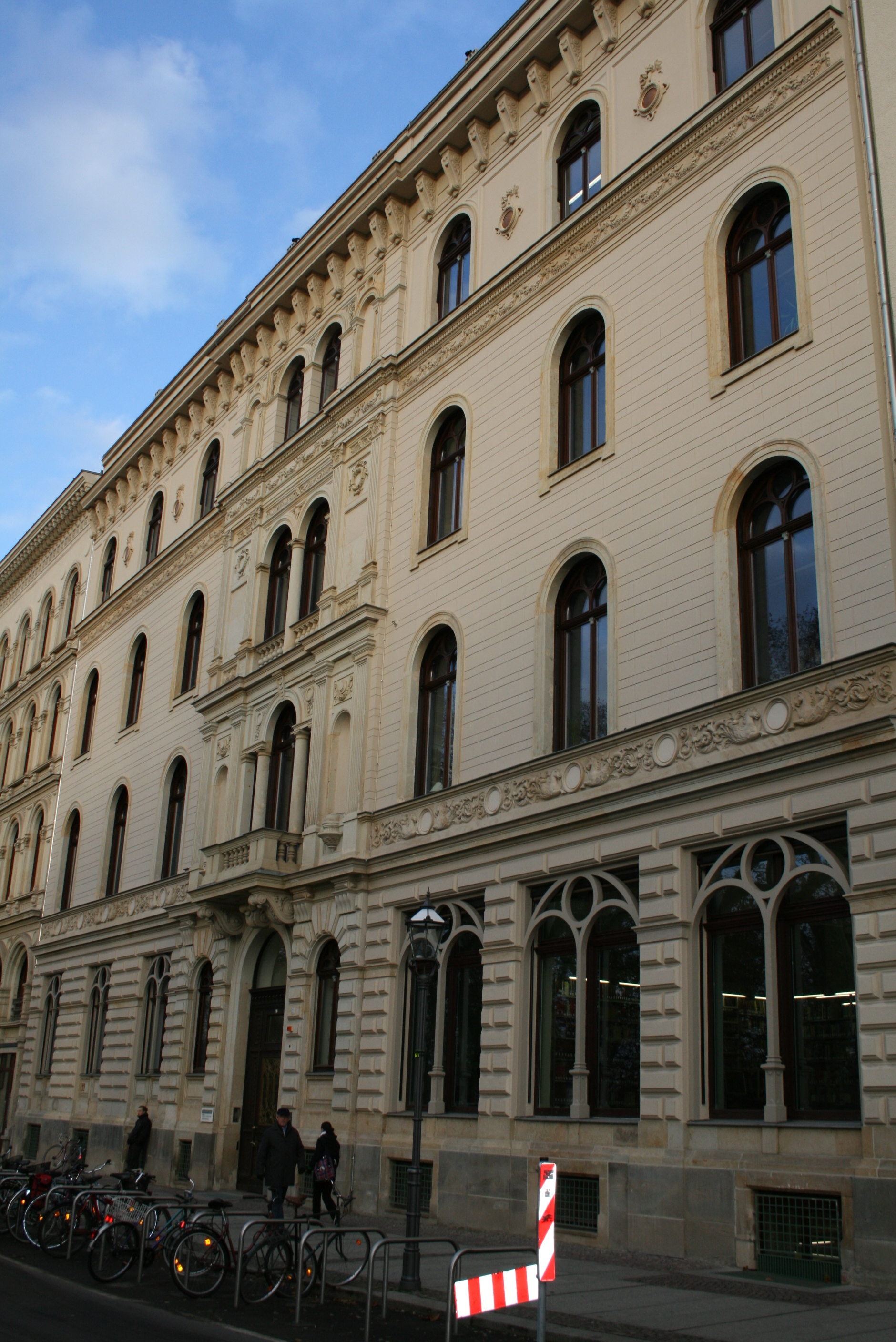
Religionswissenschaftliches Institut der Universität Leipzig

Das Religionswissenschaftliche Institut der Universität Leipzig wurde im Jahr 1912 etabliert. Damit besitzt Leipzig den ersten und ältesten religionswissenschaftlichen Lehrstuhl Deutschlands, den zunächst Nathan Söderblom 1912–1914 innehatte.

## Institutsgeschichte
Seit der Institutsionalisierung im Jahr 1912 wird am Institut fast kontinuierlich geforscht und gelehrt, auch während der DDR-Zeit unter der Leitung von Kurt Rudolph. Nach dessen Weggang von der Universität Leipzig wurde die Religionswissenschaft  vorübergehend in andere Institute eingegliedert. 1993 konnte sich das Fach jedoch wieder in einem eigenständigen Institut im Rahmen der Philosophischen Fakultät, welche heute den Namen Fakultät für Geschichte, Kunst- und Regionalwissenschaften trägt, etablieren.
Ab 1994 war Hubert Seiwert als Professor für Allgemeine und Vergleichende Religionswissenschaft, mit den Schwerpunkten Systematische Religionswissenschaft und Ostasiatische Religionsgeschichte, am Institut tätig. Seit seiner Pensionierung im Jahr 2014 ist er emeritierter Professor am Religionswissenschaftlichen Institut der Universität Leipzig. 2008 nahm Christoph Kleine die Professur für Religionsgeschichte mit dem Schwerpunkt Buddhismus auf. 2019 wurde Sebastian Schüler Professor für Religionswissenschaft. 2021 übernahm Markus Dreßler eine Professur für Moderne Türkeiforschung.
Im Jahr 2006 wurde der Masterstudiengang Religionswissenschaft eingeführt, 2013 folgender dazugehörige Bachelorstudiengang.

## Profil des Instituts
Die Religionswissenschaft in Leipzig kombiniert das systematische und vergleichende Studium von Religionen mit der Religionsgeschichtlichen Forschung. Schwerpunkte des Instituts sind die Erforschung nicht-christlicher Religionen (insbesondere des Buddhismus und der Religionen Chinas und Japans), die vergleichende Religionswissenschaft und die wissenschaftliche Beschäftigung mit modernen Religionen. Unverzichtbar und in Leipzig strukturell begünstigt ist die Zusammenarbeit mit anderen Disziplinen; z. B. mit dem Historischen Seminar, dem Regionalwissenschaftlichen Institut, dem Institut für Indologie und Zentralasienwissenschaften, dem Ostasiatischen Institut und dem Institut für Ethnologie, sowie mit der Theologischen Fakultät.
Seit 1994 ist dem Institut die „Dokumentationsstelle Religiöser und Weltanschaulicher Pluralismus in Deutschland“ angegliedert, die Quellenmaterial über Neue Religiöse Bewegungen in Deutschland und im deutschsprachigen Ausland sammelt. Es handelt sich um das bundesweit einzige Hochschularchiv dieser Art.

## Studienbedingungen
Religionswissenschaft wird in Leipzig seit 2006 als Master-Studiengang angeboten; mit den Schwerpunkten Religionsgeschichte, Religionstheorie und Moderne Religionen. Zusätzlich besteht die Möglichkeit, Religionswissenschaft als Wahlfach im Rahmen eines Bachelor-Studiums zu belegen. Ab dem Wintersemester 2012/13 wurde ein eigenständiger, aber interdisziplinär angelegter Bachelor-Studiengang eingeführt.
Zurzeit sind am Institut folgende Lehrkräfte beschäftigt: Sebastian Schüler (Institutsleiter), Bernadett Bigalke (Jun.-Professorin), Markus Dreßler (Universitätsprofessor), Mariam Goshadze (Jun.-Professorin), Christoph Kleine (Universitätsprofessor), Hubert Seiwert (emeritiert), Yasmin Koppen (Wissenschaftliche Mitarbeiterin) und Katharina Neef (Wissenschaftliche Mitarbeiterin). Die von den genannten Lehrkräften angebotenen Themen werden nach Möglichkeit regelmäßig durch Lehrveranstaltungen von Gastdozentinnen und -dozenten ergänzt.

## Alumni-Verein „RELEFF“
Im Jahr 2008 wurde  der Alumni-Verein „Freunde und Förderer der Religionswissenschaft Leipzig e. V.“, kurz RELEFF, gegründet.
Ziel des Vereins ist es, den Kontakt unter ehemaligen und aktuellen Studierenden aufrechtzuerhalten. Deshalb organisieren die Mitglieder gemeinsam mit dem Institut regelmäßig Veranstaltungen wie Sommerfeste, Weihnachtsfeiern oder wissenschaftliche Vorträge am Religionswissenschaftlichen Institut.
Zusätzlich können Studierende auf Antrag finanzielle Unterstützung für die Teilnahme an Tagungen erhalten.
Aktuell im Vorstand des RELEFF: Katharina Neef (Vorsitzende), Sophie Krohn (stellvertretende Vorsitzende), Henriette Habelt (Schatzmeisterin) und Konstantin Quaas.

## Ehemalige Professoren
- Nathan Söderblom (1912–1914)
- Hans Haas (1915–1934)
- Joachim Wach (1929–1935)
- Rudolf Lehmann (1937–1939)
- Walter Baetke (1936–1955)
- Kurt Rudolph (1963–1984)
- Holger Preißler (1985–2006)
- Hubert Seiwert (1994–2014)